# Campyloneurus rotundatus
Campyloneurus rotundatus är en stekelart som beskrevs av Gyöö Viktor Szépligeti 1908. Campyloneurus rotundatus ingår i släktet Campyloneurus och familjen bracksteklar. Utöver nominatformen finns också underarten C. r. ceylonicus.